# 約物
約物（やくもの、英: punctuation mark）とは、言語の記述に使用する記述記号類の総称で、専らフォントなど組版を意識して使われる用語である。
具体的には、句読点・疑問符・括弧・アクセントなどのこと。

## 概要
元は印刷用語で、「しめくくるもの」の意。または、煉瓦・タイルなどで、縁に配置するために他と形状を変えてあるものを約物（「役物」とも書く）と称する。
約物は普通発音されないが、慣用的に用いられたり、文に意味付けを加えたり、音の表現でしかない平仮名や片仮名で表現しきれない意味付けを表現するのに使われる。
マークアップ言語とも似ているが、マークアップ言語は形式言語であるのに対し、約物の一般的な使い方としては、自然言語の一部として、それなりの約束事はあるものの厳密に規定されているわけではなく、編集者や筆者の裁量に任されている部分が多い。
最近では文字しか使えない電子メールや電子掲示板などで使われるアスキーアートで約物を使うこともあるが、これには約物としての意味はない。
約物の歴史は世界的に古く、〃等の一部の記号は印刷技術がない紀元前から使用されている。
約物は禁則処理（句読点が行頭にあってはいけないなどの制限）の対象となることが多い。

## 日本語の約物
日本語の約物には、日本独自のものと、感嘆符や疑問符など他国語から輸入されたものがある。
以下、主な約物を列挙する。
句点（。）
文の終端を意味する。基本的に題名や表題などには用いない。横組の場合は、まれに「．」（ピリオド）を用いることもある。
読点（、）
一文を意味のある区切りごとに分けるために付けられる。また、語句を並列させる場合にも用いる。音読する場合はこれを息継ぎの目安とすることもある。横組の場合は、まれに「，」（コンマ）を用いることもある。
丸括弧、小括弧（（ ））、二重丸括弧、二重小括弧（｟ ｠）
語句または文の次に、それらについて特に注記を加えるときに用いる。印刷用語ではパーレンと言う。
かぎ括弧（「 」）、二重かぎ括弧（『 』）
会話や語句の引用、あるいは特に注意を喚起する語句を挿入する場合に用いる。
波括弧、中括弧（｛ ｝）、角括弧、大括弧（［ ］）、亀甲括弧（〔 〕〘 〙）、山括弧（〈 〉《 》）、隅付き括弧（【 】〖 〗）
決まった用途はないが、括弧が入れ子になる場合の使い分け、引用符、強調などに用いる。
印刷・出版業界の慣例では、これらの括弧のうち閉じ括弧の直前には句点を置かない。しかしながら、義務教育の教科書や法律の文章では、括弧内であっても文が完結していればその終わりを示す句点を置く。
二点リーダ（‥）、三点リーダ（…）
主に会話文の中で、「沈黙」や「絶句」などの言葉の「間」を表現する。特にせりふの最後では、一文をはっきり言い終わらず「言葉を濁す」表現になる。「……」と三点リーダーを二つ並べて用いるのが正式とされることがあるが、実際には明確な決まりはない。また会話以外では、箇条書きの項目名と内容を繋げる記号、省略記号としての用法などもある。

中点、中黒（・）
なかてん、なかぐろ。複数の名詞の並置（例…国内・海外ともに）に使う。「、」よりも全体が一つの塊である意味合いが強くなる。外国語を片仮名に転写するときに区切りに使うことがある。中黒を3個続けて記し、三点リーダの代用とすることは誤りである。
ビュレット、圏点（•◦）
縦組では文字の右、横組では文字の上に付けて強調を表す。箇条書きの項目の先頭に置くことがある。
ダブルハイフン、二重ハイフン（゠）
漢字圏以外の人名などを片仮名で表記するときに区切りとして使用する。外国語を片仮名に直したときに単語の区切りに使うことがある。
感嘆符、エクスクラメーションマーク（！）
文の最後に付けられ、驚きや叫びなどを表す。元は欧文で感嘆文であることを示す約物であるが、現在は日本語でも日常的に使われる。雨垂れ、びっくりマークとも呼ばれる。より大きな驚きを示して感嘆符二つ「‼」が用いられることもある。
疑問符、クエスチョンマーク（？）
疑問文の最後に付けられる。しかし日本語の中では助詞「……か」などだけでも疑問が示されるため、むしろ発音上イントネーションを上げる（ことで疑問を表現する）記号として使われることが多い。逆に言えば、疑問文であっても語尾を上げて発音する必要がなければ使用されない。驚きと疑問を同時に表すときは感嘆符疑問符「⁉」や疑問符感嘆符「⁈」のような使い方をされることもある。耳垂れ、はてなマークとも呼ばれる。疑問の意味を増幅させるために疑問符二つ「⁇」が使われることもある。
感嘆符、疑問符の後ろに句点を置くことは誤りである。
長音符号（ー）
音引き（おんびき）とも。母音を伸ばす（長母音）ときに使われる。漢数字の“一（いち）”と紛らわしく、同時にハイフン (‐) と誤用されることがあり、注意が必要である。
米印（※）
こめじるし。文中に書ききれなかった注釈などを、段落の外などで付け加えるときに使う。
ダッシュ（—）
三点リーダのように言葉の「間」を表すほか、説明を加えるときの丸括弧のようにも用いられる。「ダーシ」とも呼ばれる。二倍の長さのもの（——）は二倍ダッシュ、半分の長さのもの（–）は二分ダッシュと呼ばれる。副書名や副題名をくくって用いることがある。
波ダッシュ（〜）
「1〜12月」などとして、値の範囲を示す。また「〜したい」などのように省略の記号としても使われる。ときに長音符（ー）の代わりに用いられることもあるが、これは読み手に滑稽な印象を与えるためや通常の長音より伸ばすことを示すためであることが多い（例：「あついね〜」）。
なお、「1〜12月まで」のように用いることがあるが、「〜」には「まで」の意味が含まれているので誤りである。
形が似ている「~」とは、互いに異なる記号であるが、どちらの形状も「右上がりから始まる波型である（チルダの場合には中央より上部に書かれることもある）。
踊り字、重ね字、送り字、繰返し符号、反復符号（々ヽヾゝゞ仝〻〳〴〵）

二の字点

「延々」のように前の文字を繰り返すときに使う。漢字には「々」（同の字点）、平仮名には「ゝ」、片仮名には「ヽ」（ゝと二組で一の字点）を用いる。漢字を繰り返して訓で読ませる場合は二の字点「〻」(U+303B) が用いられるが、最近では「々」で代用することが多い。また、2文字以上を繰り返すときには「ふか〳〵」のように〳〵（くの字点）をセットで用いる。ただし、横組では用いない。それぞれ濁点のついているものは、2文字目が濁音化する場合に用いる（「ひゞ」なら「ひび」、「しか〴〵」なら「しかじか」と読む。ただし「じじ」のように1文字目が濁音の場合は「じゞ」と書かずに「じゝ」と書く）。現在では一般に「々」のみが用いられている。「々」は「同」の古字「仝」が変化したものとも、中国で使われた記号が変化したものともいわれている。
ノノ点、ノノ字点（〃）
表などで上の項目と同じであることを示す記号。英語では「ditto (mark)」という。

庵点

庵（いおり）点（〽） 
歌の始めなどに用いられる。
♨（温泉マーク）
その他の記号
〼（枡記号）
CJKの記号及び句読点

## 日本語の俗語としての約物
インターネットや電子メールなどの発達で、出版事業者ではない人が文字コードを扱う機会が増えたため、伝統的な活字文化においては約物の役割を持たない様々な記号が約物的に扱われる場合がある（スラング）。以下はその代表的なもの。
ハート（♡♥）
ハートマークとも。主に会話文で、愛情や好感、もしくはセクシャルなニュアンスを表す記号として文末に付される。
音符（♪）
庵点と同様に歌唱を示したり、気分の高揚を表すことがある。
矢印（→↑↓など）
右矢印（→）が長音符の変形として（ハジ→など）、上矢印（↑）が気分の高揚（気分上々↑↑など）を、下矢印（↓）が気分の消沈を示すために用いられることがある。
絵文字
より賑やかで子細な表現をするために専用に設けられたイラスト。文中に約物的に混ぜられる。

## 欧文の約物
終止符 / フルストップ / ピリオド (full stop / period) ( . )
一文の最後に付けられる。日本語の句点に相当する。
コンマ ( , )
複数のものを列挙するときや、副文を導くために使う。
疑問符 / クエスチョンマーク (question mark, interrogation mark) ( ? )
日本語の疑問符とほぼ同様。スペイン語では、併せて文頭に「¿（倒置疑問符）」を置く。
感嘆符 / エクスクラメーションマーク (exclamation mark) ( ! )
日本語の感嘆符とほぼ同様。スペイン語では、併せて文頭に「¡（倒置感嘆符）」を置く。
インテロバング (interrobang) ( ‽ )
疑問符「?」と感嘆符「!」を重ね合わせた文字であり、両方の意味を兼ね備える。
コロン (colon) ( : )、セミコロン (semicolon) ( ; )
文の区切りを示す。コロンは引用や例示する前などにも用いられ、時刻の表示にも使われる。セミコロンはコンマが続くときに、大きな区切りを示すコンマの代わりに使われる。またセミコロンは、ギリシア語で疑問符として用いられる。
ハイフン (hyphen) ( ‐ )
複合語であるとき、単語ごとを区切る時に使われる。また、単語を2行に区切るとき、前の行の終わりに置く。
アポストロフィー (apostrophe) ( ' )
（主として母音の）省略を示す。所有表現の「's」も起源は省略である。
丸括弧 (parentheses) ( (　) )
日本語の丸括弧とほぼ同じ。
アスタリスク / 星印 (asterisk) ( * )
ダブルアステ (⁑)、アステリズム (asterism) (⁂)
短剣符 / ダガー (dagger) ( † )、二重短剣符 / ダブルダガー (double dagger) ( ‡ )
斜線、スラッシュ (slash) ( / )、逆斜線 / バックスラッシュ (backslash) ( \ )
省略、選択肢など表すときに使われる。またアスタリスクは、辞書において非文を表すのにも使われる。
一重引用符、シングルクォーテーションマーク（Quotation mark) ( ‘　’ )、二重引用符、ダブルクォーテーションマーク ( “　” )
日本語のかぎ括弧とほぼ同じ。英国では一重引用符、米国では二重引用符を用いることが多い。
チルダ (tilde) ( ~ )
ダイアクリティカルマークの一つで、数学の記号やコンピュータでも使われる。
番号記号、井桁 (number sign) ( # )
数字の前に置かれてそれが番号であることを示す。No.と同じ。
アンパサンド (ampersand) ( & )
英単語のandの代わりに使われる。
セクション、節記号、錨鎖節記号 ( § )
パラグラフ, 段落記号 (paragraph sign, paragraph symbol) ( ¶ )
それぞれ節、段落を表す。
単価記号、アットマーク (commercial at) ( @ )
英単語のatの代わりに使われる。日本語ではアットマークだが、英語では単にatと呼ばれることが多い。
下線、アンダーライン、アンダースコア (underscore) ( _ )
下線の付いた空白。
プライム (prime) ( ′ )、ダブルプライム ( ″ )
英数字の右肩に付ける記号で数学などで用いられる（AとA′など）。日本ではダッシュ、ツーダッシュと呼んでいるが、これでは—（ダッシュ）と区別が付かない。
縦線 ( | )、破断線 (broken bar) ( ¦ )
項目の区切りなどに利用されるほか、コンピュータ・プログラミングでも使われる。

## 空白
字間の空白（スペース=[ ], ノーブレークスペース=&nbsp;=[ ]）も、約物の一種と考えることができる。

## 約物コード一覧
※JIS X 0208はGLに割り当てたときの16進コード（和文の半角はJIS X 0201、欧文の半角と空白の半角はASCIIの16進コード）、JIS X 0213は面区点コードで示す。
|      | 呼称 (上:和名 下:英名) | 字形 | 字形 | JIS X 0208 | JIS X 0213 | Unicode |
| ---- | --- | --- | ---- | ---------- | ---------- | ------- |
| 和文 | 句点 Ideographic Full Stop                                                                                                   | 全角 | 。   | 0x2123     | 1-1-3      | U+3002  |
| 和文 | 句点 Ideographic Full Stop                                                                                                   | 半角 | ｡    | 0x00A1     | 1-1-3      | U+FF61  |
| 和文 | 読点 Ideographic Comma | 全角 | 、   | 0x2122     | 1-1-2      | U+3001  |
| 和文 | 読点 Ideographic Comma | 半角 | ､    | 0x00A4     | 1-1-2      | U+FF64  |
| 和文 | 開き括弧 Left parenthesis | 全角 | （   | 0x214A     | 1-1-42     | U+FF08  |
| 和文 | 開き括弧 Left parenthesis | 半角 | (    | 0x0028     | 1-1-42     | U+0028  |
| 和文 | 閉じ括弧 Right parenthesis                                                                                                   | 全角 | ）   | 0x214B     | 1-1-43     | U+FF09  |
| 和文 | 閉じ括弧 Right parenthesis                                                                                                   | 半角 | )    | 0x0029     | 1-1-43     | U+0029  |
| 和文 | 開き二重括弧 | 開き二重括弧 | ｟   | -          | 1-2-54     | U+FF5F  |
| 和文 | 閉じ二重括弧 | 閉じ二重括弧 | ｠   | -          | 1-2-55     | U+FF60  |
| 和文 | 開きかぎ括弧 Left corner bracket                                                                                             | 全角 | 「   | 0x2156     | 1-1-54     | U+300C  |
| 和文 | 開きかぎ括弧 Left corner bracket                                                                                             | 半角 | ｢    | 0x00A2     | 1-1-54     | U+FF62  |
| 和文 | 閉じかぎ括弧 Right corner bracket                                                                                            | 全角 | 」   | 0x2157     | 1-1-55     | U+300D  |
| 和文 | 閉じかぎ括弧 Right corner bracket                                                                                            | 半角 | ｣    | 0x00A3     | 1-1-55     | U+FF63  |
| 和文 | 開き二重かぎ括弧 Left white corner bracket                                                                                   | 開き二重かぎ括弧 Left white corner bracket                                                                                   | 『   | 0x2158     | 1-1-56     | U+300E  |
| 和文 | 閉じ二重かぎ括弧 Right white corner bracket                                                                                  | 閉じ二重かぎ括弧 Right white corner bracket                                                                                  | 』   | 0x2159     | 1-1-56     | U+300F  |
| 和文 | 開き波括弧 Left curly bracket                                                                                                | 全角 | ｛   | 0x2150     | 1-1-48     | U+FF5B  |
| 和文 | 開き波括弧 Left curly bracket                                                                                                | 半角 | {    | 0x007B     | 1-1-48     | U+007B  |
| 和文 | 閉じ波括弧 Right curly bracket                                                                                               | 全角 | ｝   | 0x2151     | 1-1-49     | U+FF5D  |
| 和文 | 閉じ波括弧 Right curly bracket                                                                                               | 半角 | }    | 0x007D     | 1-1-49     | U+007D  |
| 和文 | 開き角括弧 Left square bracket                                                                                               | 全角 | ［   | 0x214E     | 1-1-46     | U+FF3B  |
| 和文 | 開き角括弧 Left square bracket                                                                                               | 半角 | [    | 0x005B     | 1-1-46     | U+005B  |
| 和文 | 閉じ角括弧 Right square bracket                                                                                              | 全角 | ］   | 0x214F     | 1-1-47     | U+FF3D  |
| 和文 | 閉じ角括弧 Right square bracket                                                                                              | 半角 | ]    | 0x005D     | 1-1-47     | U+005D  |
| 和文 | 開き亀甲括弧 | 開き亀甲括弧 | 〔   | 0x214C     | 1-1-44     | U+3014  |
| 和文 | 閉じ亀甲括弧 | 閉じ亀甲括弧 | 〕   | 0x214D     | 1-1-45     | U+3015  |
| 和文 | 開き二重亀甲括弧 | 開き二重亀甲括弧 | 〘   | -          | 1-2-56     | U+3018  |
| 和文 | 閉じ二重亀甲括弧 | 閉じ二重亀甲括弧 | 〙   | -          | 1-2-57     | U+3019  |
| 和文 | 開き山括弧 Left angle bracket                                                                                                | 開き山括弧 Left angle bracket                                                                                                | 〈   | 0x2152     | 1-1-50     | U+3008  |
| 和文 | 閉じ山括弧 Right angle bracket                                                                                               | 閉じ山括弧 Right angle bracket                                                                                               | 〉   | 0x2153     | 1-1-51     | U+3009  |
| 和文 | 開き二重山括弧 Left double angle bracket                                                                                     | 開き二重山括弧 Left double angle bracket                                                                                     | 《   | 0x2154     | 1-1-52     | U+300A  |
| 和文 | 閉じ二重山括弧 Right double angle bracket                                                                                    | 閉じ二重山括弧 Right double angle bracket                                                                                    | 》   | 0x2155     | 1-1-53     | U+300B  |
| 和文 | 開き隅付き括弧 Left thick square bracket                                                                                     | 開き隅付き括弧 Left thick square bracket                                                                                     | 【   | 0x215A     | 1-1-58     | U+3010  |
| 和文 | 閉じ隅付き括弧 Right thick square bracket                                                                                    | 閉じ隅付き括弧 Right thick square bracket                                                                                    | 】   | 0x215B     | 1-1-59     | U+3011  |
| 和文 | 開き隅付き括弧（白） | 開き隅付き括弧（白） | 〖   | -          | 1-2-58     | U+3016  |
| 和文 | 閉じ隅付き括弧（白） | 閉じ隅付き括弧（白） | 〗   | -          | 1-2-59     | U+3017  |
| 和文 | 始めダブルミニュート | 始めダブルミニュート | 〝   | -          | 1-13-64    | U+301D  |
| 和文 | 終りダブルミニュート | 終りダブルミニュート | 〟   | -          | 1-13-65    | U+301F  |
| 和文 | 二点リーダ Two dot leader | 二点リーダ Two dot leader | ‥    | 0x2145     | 1-1-37     | U+2025  |
| 和文 | 三点リーダ Horizontal ellipsis                                                                                               | 三点リーダ Horizontal ellipsis                                                                                               | …    | 0x2144     | 1-1-38     | U+2026  |
| 和文 | 中点、中黒 Middle dot | 全角 | ・   | 0x2126     | 1-1-6      | U+30FB  |
| 和文 | 中点、中黒 Middle dot | 半角 | ･    | 0x00A5     | 1-1-6      | U+FF65  |
| 和文 | 黒ビュレット Bullet | 黒ビュレット Bullet | •    | -          | 1-3-32     | U+2022  |
| 和文 | 白ビュレット White bullet | 白ビュレット White bullet | ◦    | -          | 1-3-31     | U+25E6  |
| 和文 | 二重ハイフン Double hyphen                                                                                                   | 二重ハイフン Double hyphen                                                                                                   | ゠   | -          | 1-3-91     | U+30A0  |
| 和文 | 感嘆符 Exclamation mark | 全角 | ！   | 0x212A     | 1-1-10     | U+FF01  |
| 和文 | 感嘆符 Exclamation mark | 半角 | !    | 0x0021     | 1-1-10     | U+0021  |
| 和文 | 疑問符 Question mark | 全角 | ？   | 0x2129     | 1-1-9      | U+FF1F  |
| 和文 | 疑問符 Question mark | 半角 | ?    | 0x003F     | 1-1-9      | U+003F  |
| 和文 | 感嘆符二つ Double exclamation mark                                                                                           | 感嘆符二つ Double exclamation mark                                                                                           | ‼    | -          | 1-8-75     | U+203C  |
| 和文 | 疑問符二つ Double question mark                                                                                              | 疑問符二つ Double question mark                                                                                              | ⁇    | -          | 1-8-76     | U+2047  |
| 和文 | 疑問符感嘆符 Question exclamation mark                                                                                       | 疑問符感嘆符 Question exclamation mark                                                                                       | ⁈    | -          | 1-8-77     | U+2048  |
| 和文 | 感嘆符疑問符 Exclamation question mark                                                                                       | 感嘆符疑問符 Exclamation question mark                                                                                       | ⁉    | -          | 1-8-78     | U+2049  |
| 和文 | 長音符号 Katakana-hiragana prolonged sound mark                                                                              | 全角 | ー   | 0x213C     | 1-1-28     | U+30FC  |
| 和文 | 長音符号 Katakana-hiragana prolonged sound mark                                                                              | 半角 | ｰ    | 0x00B0     | 1-1-28     | U+FF70  |
| 和文 | 米印 | 米印 | ※    | 0x2228     | 1-2-8      | U+203B  |
| 和文 | ダッシュ（全角） Emdash | ダッシュ（全角） Emdash | —    | 0x213D     | 1-1-29     | U+2014  |
| 和文 | ダッシュ（二分） Endash | ダッシュ（二分） Endash | –    | -          | 1-3-92     | U+2013  |
| 和文 | 波ダッシュ Wavedash | 波ダッシュ Wavedash | 〜   | 0x2141     | 1-1-33     | U+301C  |
| 和文 | 同の字点 | 同の字点 | 々   | 0x2139     | 1-1-25     | U+3005  |
| 和文 | 同の字点 | 同の字点 | ゝ   | 0x2135     | 1-1-21     | U+309D  |
| 和文 | 同の字点 | 同の字点 | ゞ   | 0x2136     | 1-1-22     | U+309E  |
| 和文 | 同の字点 | 同の字点 | ヽ   | 0x2133     | 1-1-19     | U+30FD  |
| 和文 | 同の字点 | 同の字点 | ヾ   | 0x2134     | 1-1-20     | U+30FE  |
| 和文 | 二の字点 | 二の字点 | 〻   | -          | 1-2-2      | U+303B  |
| 和文 | くの字点（1字） Vertical kana repeat mark Vertical kana repeat with voiced sound mark ウインドウズソフトで『おなじ』から変換 | くの字点（1字） Vertical kana repeat mark Vertical kana repeat with voiced sound mark ウインドウズソフトで『おなじ』から変換 | 〱   | -          | -          | U+3031  |
| 和文 | くの字点（1字） Vertical kana repeat mark Vertical kana repeat with voiced sound mark ウインドウズソフトで『おなじ』から変換 | くの字点（1字） Vertical kana repeat mark Vertical kana repeat with voiced sound mark ウインドウズソフトで『おなじ』から変換 | 〲   | -          | -          | U+3032  |
| 和文 | くの字点（2字で一つ） Vertical kana repeat mark                                                                              | 上 | 〳   | -          | 1-2-19     | U+3033  |
| 和文 | くの字点（2字で一つ） Vertical kana repeat mark                                                                              | 濁点付き上 | 〴   | -          | 1-2-20     | U+3034  |
| 和文 | くの字点（2字で一つ） Vertical kana repeat mark                                                                              | 下 | 〵   | -          | 1-2-21     | U+3035  |
| 和文 | ノノ点 Ditto mark | ノノ点 Ditto mark | 〃   | 0x2137     | 1-1-23     | U+3003  |
| 和文 | 庵（いおり）点 | 庵（いおり）点 | 〽   | -          | 1-3-28     | U+303D  |
| 和文 | スペード（白） White spade suit                                                                                              | スペード（白） White spade suit                                                                                              | ♤    | -          | 1-6-25     | U+2664  |
| 和文 | スペード（黒） Black spade suit                                                                                              | スペード（黒） Black spade suit                                                                                              | ♠    | -          | 1-6-26     | U+2660  |
| 和文 | ダイヤ（白） White diamond suit                                                                                              | ダイヤ（白） White diamond suit                                                                                              | ♢    | -          | 1-6-27     | U+2662  |
| 和文 | ダイヤ（黒） Black diamond suit                                                                                              | ダイヤ（黒） Black diamond suit                                                                                              | ♦    | -          | 1-6-28     | U+2666  |
| 和文 | ハート（白） White heart suit                                                                                                | ハート（白） White heart suit                                                                                                | ♡    | -          | 1-6-29     | U+2661  |
| 和文 | ハート（黒） Black heart suit                                                                                                | ハート（黒） Black heart suit                                                                                                | ♥    | -          | 1-6-30     | U+2665  |
| 和文 | クラブ（白） White club suit                                                                                                 | クラブ（白） White club suit                                                                                                 | ♧    | -          | 1-6-31     | U+2667  |
| 和文 | クラブ（黒） Black club suit                                                                                                 | クラブ（黒） Black club suit                                                                                                 | ♣    | -          | 1-6-32     | U+2663  |
| 和文 | 四分音符 Quarter note | 四分音符 Quarter note | ♩    | -          | 1-2-93     | U+2669  |
| 和文 | 八分音符 Eighth note | 八分音符 Eighth note | ♪    | 0x2276     | 1-2-86     | U+266A  |
| 和文 | 連桁（れんこう）付き八分音符 Beamed pair of eighth notes                                                                     | 連桁（れんこう）付き八分音符 Beamed pair of eighth notes                                                                     | ♫    | -          | 1-2-91     | U+266B  |
| 和文 | 連桁付き十六分音符 Beamed pair of sixteen notes                                                                              | 連桁付き十六分音符 Beamed pair of sixteen notes                                                                              | ♬    | -          | 1-2-92     | U+266C  |
| 欧文 | ピリオド Fullstop | 全角 | ．   | 0x2125     | 1-1-5      | U+FF0E  |
| 欧文 | ピリオド Fullstop | 半角 | .    | 0x002E     | 1-1-5      | U+002E  |
| 欧文 | コンマ Comma | 全角 | ，   | 0x2124     | 1-1-4      | U+FF0C  |
| 欧文 | コンマ Comma | 半角 | ,    | 0x002C     | 1-1-4      | U+002C  |
| 欧文 | 逆疑問符 Inverted question mark                                                                                              | 逆疑問符 Inverted question mark                                                                                              | ¿    | -          | 1-9-22     | U+00BF  |
| 欧文 | 逆感嘆符 Inverted exclamation mark                                                                                           | 逆感嘆符 Inverted exclamation mark                                                                                           | ¡    | -          | 1-9-3      | U+00A1  |
| 欧文 | インテロバング Interrobang                                                                                                   | インテロバング Interrobang                                                                                                   | ‽    | -          | -          | U+203D  |
| 欧文 | コロン Colon | 全角 | ：   | 0x2127     | 1-1-7      | U+FF1A  |
| 欧文 | コロン Colon | 半角 | :    | 0x003A     | 1-1-7      | U+003A  |
| 欧文 | セミコロン Semicolon | 全角 | ；   | 0x2128     | 1-1-8      | U+FF1B  |
| 欧文 | セミコロン Semicolon | 半角 | ;    | 0x003B     | 1-1-8      | U+003B  |
| 欧文 | ハイフンマイナス Hyphen minus                                                                                                | 全角 | －   | -          | 1-1-61     | U+FF0D  |
| 欧文 | ハイフンマイナス Hyphen minus                                                                                                | 半角 | -    | 0x002D     | 1-2-17     | U+002D  |
| 欧文 | ハイフン minus | ハイフン minus | ‐    | 0x213E     | 1-1-30     | U+2010  |
| 欧文 | アポストロフィー Apostrophe                                                                                                  | 全角 | ＇   | -          | 1-2-15     | U+FF07  |
| 欧文 | アポストロフィー Apostrophe                                                                                                  | 半角 | '    | 0x0027     | 1-2-15     | U+0027  |
| 欧文 | アスタリスク Asterisk | 全角 | ＊   | 0x2176     | 1-1-86     | U+FF0A  |
| 欧文 | アスタリスク Asterisk | 半角 | *    | 0x002A     | 1-1-86     | U+002A  |
| 欧文 | ダブルアステ Two asterisks aligned vertically                                                                                | ダブルアステ Two asterisks aligned vertically                                                                                | ⁑    | -          | 1-12-93    | U+2051  |
| 欧文 | アステリズム Asterism | アステリズム Asterism | ⁂    | -          | 1-12-94    | U+2042  |
| 欧文 | ダガー Dagger | ダガー Dagger | †    | 0x2277     | 1-2-87     | U+2020  |
| 欧文 | ダブルダガー Double dagger                                                                                                   | ダブルダガー Double dagger                                                                                                   | ‡    | 0x2278     | 1-2-88     | U+2021  |
| 欧文 | 斜線 Solidus | 全角 | ／   | 0x213F     | 1-1-31     | U+FF0F  |
| 欧文 | 斜線 Solidus | 半角 | /    | 0x002F     | 1-1-31     | U+002F  |
| 欧文 | 逆斜線 Reverse solidus | 全角 | ＼   | 0x2140     | 1-1-32     | U+FF3C  |
| 欧文 | 逆斜線 Reverse solidus | 半角 | \    | 0x005C     | 1-1-32     | U+005C  |
| 欧文 | 開き一重引用符 Left single quotation mark                                                                                    | 開き一重引用符 Left single quotation mark                                                                                    | ‘    | 0x2146     | 1-1-38     | U+2018  |
| 欧文 | 閉じ一重引用符 Right single quotation mark                                                                                   | 閉じ一重引用符 Right single quotation mark                                                                                   | ’    | 0x2147     | 1-1-39     | U+2019  |
| 欧文 | 開き二重引用符 Left double quotation mark                                                                                    | 開き二重引用符 Left double quotation mark                                                                                    | “    | 0x2148     | 1-1-40     | U+201C  |
| 欧文 | 閉じ二重引用符 Right double quotation mark                                                                                   | 閉じ二重引用符 Right double quotation mark                                                                                   | ”    | 0x2149     | 1-1-41     | U+201D  |
| 欧文 | 引用符 Quotation mark | 全角 | ＂   | -          | 1-2-16     | U+FF02  |
| 欧文 | 引用符 Quotation mark | 半角 | "    | 0x0022     | 1-2-16     | U+0022  |
| 欧文 | 始めギュメ Left-pointing double angle quotation mark                                                                         | 始めギュメ Left-pointing double angle quotation mark                                                                         | «    | -          | 1-9-8      | U+00AB  |
| 欧文 | 終りギュメ Right-pointing double angle quotation mark                                                                        | 終りギュメ Right-pointing double angle quotation mark                                                                        | »    | -          | 1-9-18     | U+00BB  |
| 欧文 | チルダ Tilde | 全角 | ～   | -          | 1-2-18     | U+FF5E  |
| 欧文 | チルダ Tilde | 半角 | ~    | 0x007E     | 1-2-18     | U+007E  |
| 欧文 | 番号記号、井桁 Number sign                                                                                                   | 全角 | ＃   | 0x2175     | 1-1-84     | U+FF03  |
| 欧文 | 番号記号、井桁 Number sign                                                                                                   | 半角 | #    | 0x0023     | 1-1-84     | U+0023  |
| 欧文 | アンパサンド Ampersand | 全角 | ＆   | 0x2176     | 1-1-85     | U+FF06  |
| 欧文 | アンパサンド Ampersand | 半角 | &    | 0x0026     | 1-1-85     | U+0026  |
| 欧文 | 節記号 Section sign | 節記号 Section sign | §    | 0x2179     | 1-1-88     | U+00A7  |
| 欧文 | 段落記号 Pilcrow sign | 段落記号 Pilcrow sign | ¶    | 0x21D8     | 1-1-20     | U+00B6  |
| 欧文 | 単価記号、アットマーク Commercial at                                                                                         | 全角 | ＠   | 0x2178     | 1-1-87     | U+FF20  |
| 欧文 | 単価記号、アットマーク Commercial at                                                                                         | 半角 | @    | 0x0040     | 1-1-87     | U+0040  |
| 欧文 | 下線、アンダーライン Lowline                                                                                                 | 全角 | ＿   | 0x2132     | 1-1-18     | U+FF3F  |
| 欧文 | 下線、アンダーライン Lowline                                                                                                 | 半角 | _    | 0x005F     | 1-1-18     | U+005F  |
| 欧文 | プライム Prime | プライム Prime | ′    | 0x216C     | 1-1-76     | U+2032  |
| 欧文 | ダブルプライム Double prime                                                                                                  | ダブルプライム Double prime                                                                                                  | ″    | 0x216D     | 1-1-77     | U+2033  |
| 欧文 | 縦線 Vertical line | 全角 | ｜   | 0x2143     | 1-1-35     | U+FF5C  |
| 欧文 | 縦線 Vertical line | 半角 | \|   | 0x007C     | 1-1-35     | U+007C  |
| 欧文 | 破断線 Broken bar | 破断線 Broken bar | ¦    | -          | 1-9-5      | U+00A6  |
| 欧文 | 空白 Space | 和字間隔 |      | 0x2121     | 1-1-1      | U+3000  |
| 欧文 | 空白 Space | 半角 |      | 0x0020     | -          | U+0020  |
| 欧文 | 空白 Space | ノーブレークスペース No-break space                                                                                          |      | -          | 1-9-2      | U+00A0  |

名称出典: https://www.unicode.org/charts/PDF/U0000.pdf 、enwpなど 

文字コードが"U+FF"で始まる文字は、半角カナあるいは全角英数字の類の文字で、Wikipediaの記事名には使用できないなどサイト等により制約がある。